# Guillermo Castro
Guillermo Antonio Castro Orellana (ur. 25 czerwca 1940 w San Salvador) – salwadorski piłkarz, reprezentant kraju grający na pozycji obrońcy.

## Kariera klubowa
Guillermo Castro podczas kariery piłkarskiej występował w klubach Alianza San Salvador i Atlético Marte San Salvador.

## Kariera reprezentacyjna
Guillermo Castro grał w reprezentacji Salwadoru w latach sześćdziesiątych i siedemdziesiątych. W 1968 roku wystąpił na Igrzyskach Olimpijskich w Meksyku, gdzie wystąpił w przegranym meczu z Izraelem i zremisowanym z Ghaną. W 1968 i 1969 roku uczestniczył w eliminacjach Mistrzostw Świata 1970. W 1970 roku uczestniczył w finałach Mistrzostw Świata. Na Mundialu w Meksyku wystąpił w spotkaniu z ZSRR.